# Hedy Knorr
Hedy Knorr (geboren 13. August 1904 in Berlin; gestorben 10. November 1994 in München) war eine deutsche Journalistin und Textautorin. 

## Leben
Hedwig Knorr wurde als Tochter eines Gynäkologen geboren. Knorr besuchte das Sophie-Charlotte-Lyzeum („Charlottenlyzeum“) in Berlin und erlernte das Violinspiel. Über ihre Arbeit ist wenig dokumentiert. 1928 schrieb sie in Zusammenarbeit mit Giuseppe Becce Texte für den deutschen Stummfilm Casanova. Knorr wirkte bei weiteren Filmen als Textautorin mit, in denen Becce für die Musik verantwortlich war, so 1930 Der Sohn der weißen Berge, Fra Diavolo, 1931 Berge in Flammen, Zwischen Nacht und Morgen, Die vier vom Bob 13, 1932 bei Razzia in St. Pauli mit dem Lied Heer der Hafenarbeiter, 1933 Der Läufer von Marathon, 1934 Peer Gynt, 1935 Wunder des Fliegens, 1936 Du bist mein Glück, 1937 Condottieri und Der Kaiser von Kalifornien.
Knorr schrieb 1937 das Theaterstück Hans und Fritz auf Abenteuern. Ein lustiges Spiel in acht Bildern, die Musik dazu kam von Norbert Schultze.
Knorr lebte in Berlin und nach dem Zweiten Weltkrieg in München.